# 三岛掌突蟾
三岛掌突蟾（学名：Leptobrachella sungi），一种分布于越南北部和中国南方等地区的两栖动物，隶属于角蟾科掌突蟾属。模式产地为越南永福省三岛县。

## 形态特征
三岛掌突蟾雄蟾体长48～53毫米，雌蟾体长57～59毫米。身体背部皮肤较粗糙，呈浅棕色或灰棕色，疣粒以及颞褶上面均为橘黄色；眼下方有一明显的褐黑色斑；前臂、股部和胫部各有5～8条褐色细横纹；腹部皮肤光滑，呈浅黄色。

## 保护
本种于2023年被收录入《有重要生态、科学、社会价值的陆生野生动物名录》。